# Merino

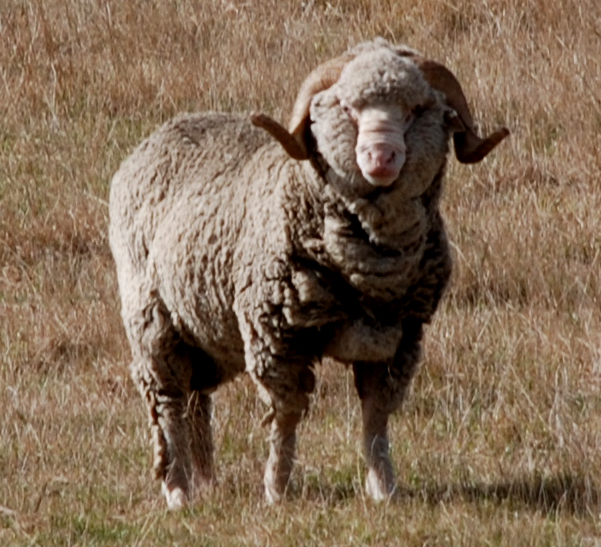
Merinofår, bagge, från Nya Zeeland.

Merino är en rasgrupp av tamfår som främst hålls för ullproduktion. Merinofår är kända för att ge en mycket fin ull och är den viktigaste fårtypen för ullproduktion i världen.
Merinofåren har sitt ursprung i Spanien, där fårtypen finns dokumenterad sedan 1100-talet. Idag är fårtypen spridd över nästan hela världen. Australien, dit merinofår infördes kring början på 1800-talet, är idag det land som har flest merinofår. Australien är också det land i världen som producerar mest merinoull, och står för över tre fjärdedelar av världsproduktionen. Över 80 procent av den finaste kvaliteten av merinoull kommer från Australien. Andra länder som är stora producenter av merinoull är Sydafrika, Argentina, Nya Zeeland och Uruguay.

## Utseende och egenskaper

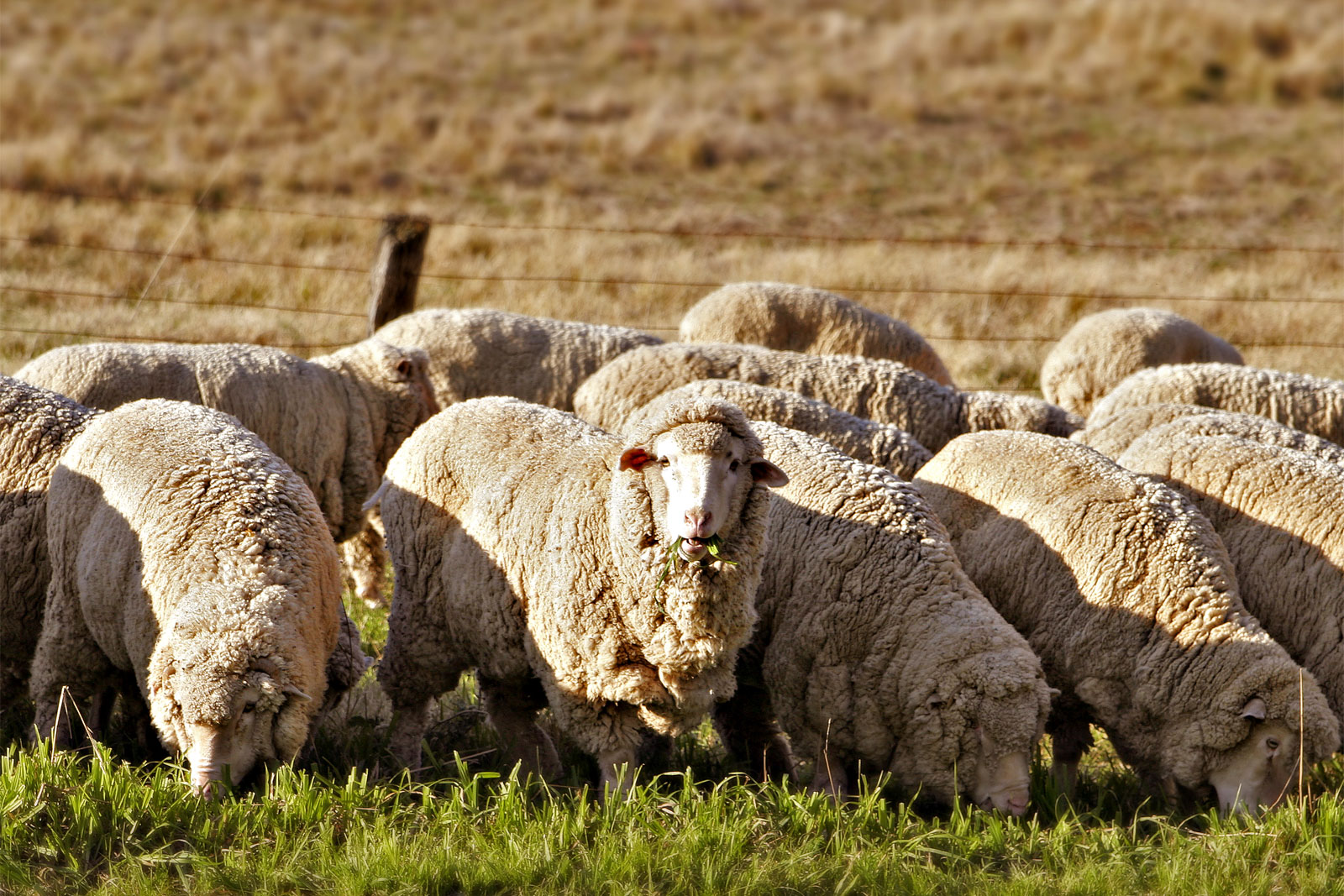
En flock merinofår från Nya Zeeland.

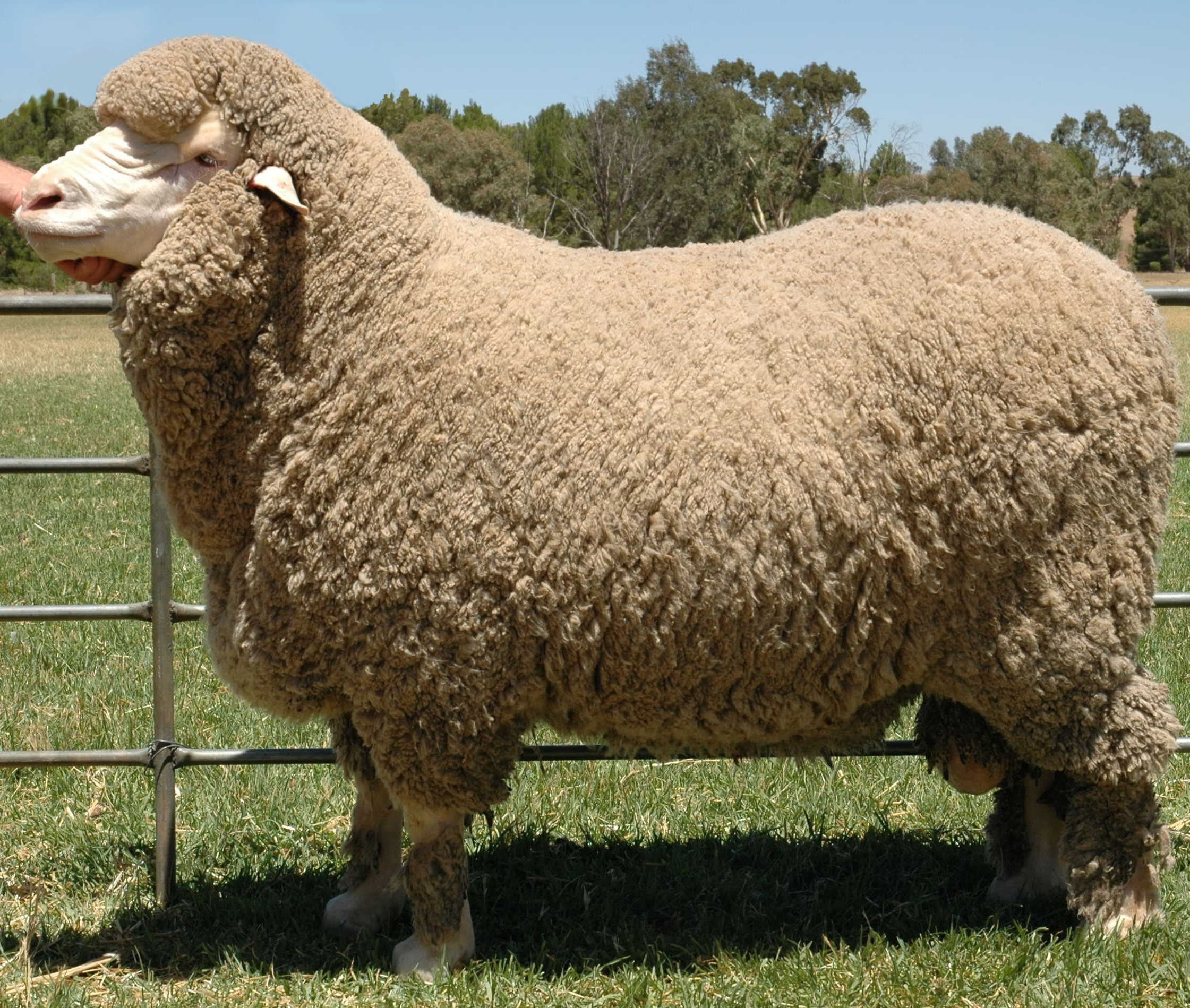
Ett merinofår från Australien.

Merinofåren är medelstora får som typiskt är vita till färgen med vitt ansikte och vita ben. Ett flertal olika stammar har avlats fram, de flesta med tanke på ullproduktion, men vissa stammar även till en del med tanke på köttproduktion. De senare är i genomsnitt något kraftigare och tyngre än de första. Baggarna är vanligen behornade, medan tackorna är hornlösa. Men det finns även avelslinjer där man avlar fram hornlösa baggar. Omkring halsen och bogen är huden veckad. Även kring bakdelen förekommer hudveckning. Hudveckningens grad varierar beroende på stam och det är främst vissa starkt förädlade australienska och amerikanska merinostammar och avelslinjer som härstammar från dem som idag har en mer tydlig hudveckning (det finns också merinostammar med bara lite hudveckning eller slätt skinn). Hudvecken har antagits öka ullproduktionen, men denna uppfattning har tveksamt stöd i undersökningar, inte minst på grund av de problem som hudveckningen, i överdriven form, för med sig med avseende på ullkvalitet och djurvälfärd. Under 1800-talet bedrevs en intensiv fåravel, främst i Australien men också i USA, och man avlade bland annat selektivt på anlag för starkt veckad hud, ett drag som av tidigare nämnt skäl ansågs önskvärt, vilket resulterade i merinostammar med extrem hudveckning. Senare på 1900-talet svängde avelsinriktningen och avelsurvalet inriktades på att försöka få bort den överdrivna hudveckningen som erfarenheten visat förde med sig en rad problem, till exempel sårbarheten för parasitsjukdomen myiasis (innebär angrepp av fluglarver av vissa spyflugor, som gärna lägger ägg i fuktig päls eller på sårig hud, en sjukdom som i svåra fall kan leda till döden då fluglarverna äter sig in under huden och in i vävnaderna på fåren). Den extrema hudveckningen som kunde ses hos vissa merinofår kring slutet av 1800-talet och tidigt 1900-tal ses därför inte längre idag. Forskningen kring hudveckningen hos merinofåren, som började komma igång på 1920- och 1930-talet, har också visat att hudveckningen inte har någon fördel, men flera nackdelar, när det gäller ullkvaliteten, ekonomin och djurvälfärden. Avelsinriktningen mot ett minimum av hudveckning pågår ännu.

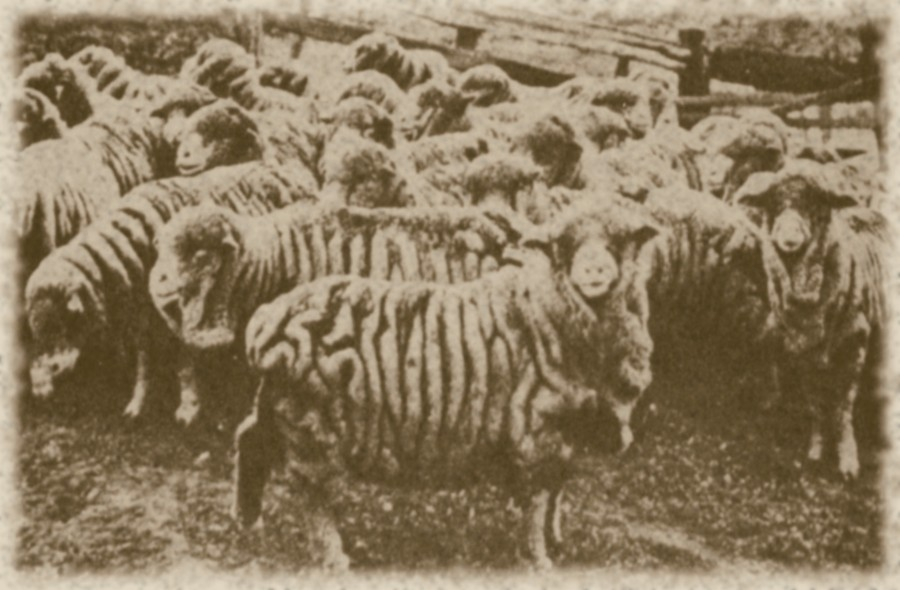
Merinofår av en typ framavlad för maximal ullproduktion genom selektion på anlag för överdriven veckad hud. Hudvecken antogs öka ullproduktionen, då hudytan blev större. Fotot är taget före 1890.

Merinofår är en fårtyp väl lämpad för halvtorra klimat och nomadiserande betesdrift. De är sällskapliga och har en stark flockinstinkt och fungerar bra att hålla i större flockar. De kan på grund av sin sällskaplighet känna sig mindre trygga i mycket små flockar (4–5 djur) än en del andra, mindre sällskapliga, fårraser.
Merinofår producerar mycket ull och måste klippas regelbundet, minst en gång om året, eftersom deras ull hela tiden växer. Om de inte klipps kan den ständigt växande ullen göra att de får svårt att röra sig, drabbas av värmeslag eller orsaka blindhet. Hur mycket ull ett merinofår producerar beror dels på stam och dels på andra faktorer, som kön, ålder och hälsa, men vuxna friska får kan producera 3–18 kg ull per år.

### Ull

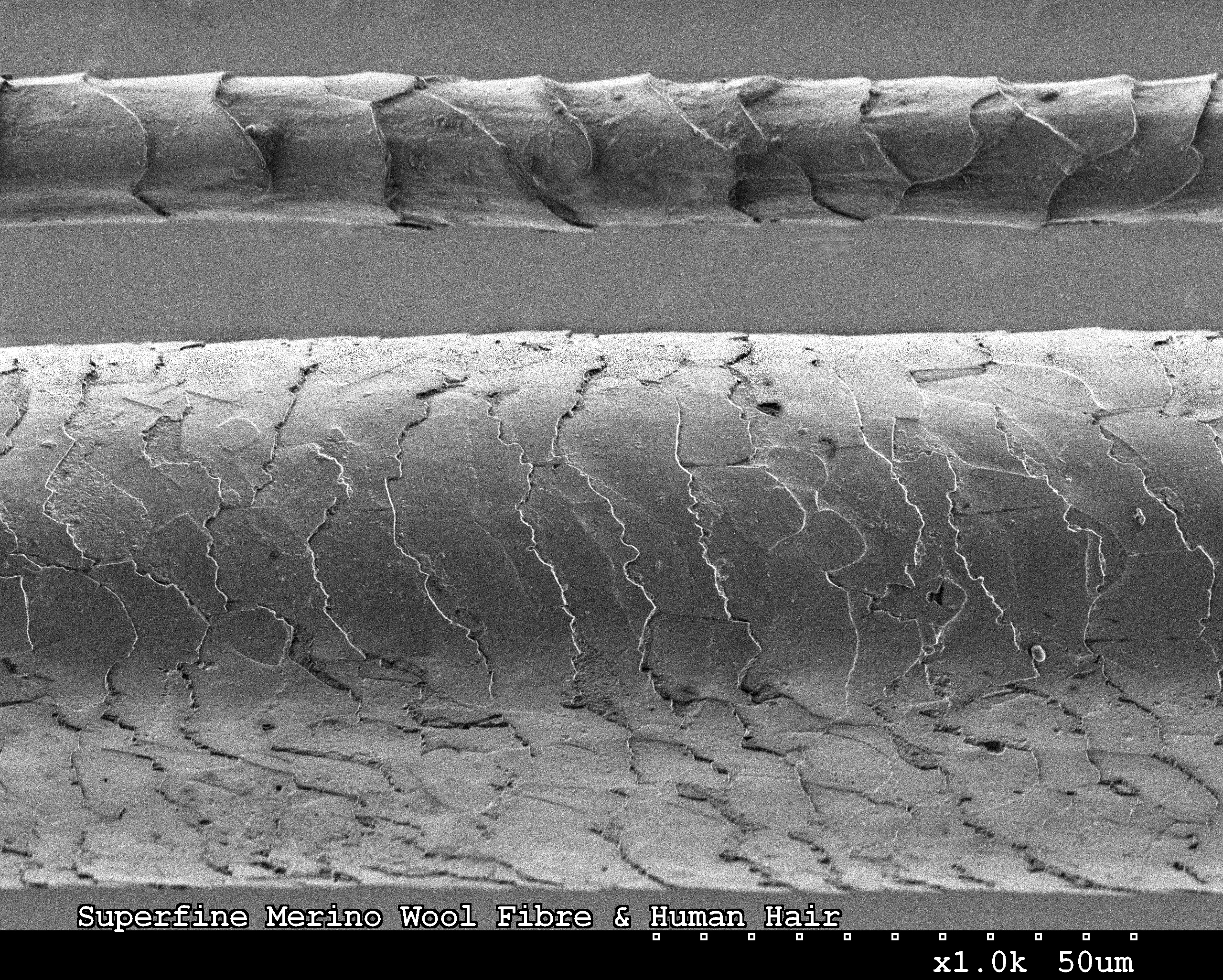
Ullfiber från ett merinofår från Australien (överst) jämfört med ett mänskligt hårstrå (underst), sett i svepelektronmikroskop.

Merinofåren har avlats fram för att producera en speciellt fin ull som är finfibrig, krusig och mjuk. Den fina ullkvalitet är främst ett resultat av ullfibrernas tjocklek, ju tunnare fibrer, desto finare är ullkvaliteten enligt ullbedömningssystemen, och merinofår har i allmänhet tunnare ullfibrer än många andra får, eftersom de avlats selektivt för detta. Ullfibrernas tjocklek är till en del dock också ett resultat av den miljö och klimat som fåren lever i. Ett lämpligt klimat med sparsamt med regn, stora betesarealer, motion och sparsamt med föda ger tunnare och finare ullfibrer. Vissa merinostammar och besättningar producerar därför en finare ull än andra, även om merinoull i allmänhet faller inom ramen för vad som brukar bedömas som fin ull, det vill säga har en fibertjocklek på 25 mikrometer (µm) eller mindre.
Enligt de ullbedömningssystem som tagits fram speciellt för merinoull brukar merinoull delas in i tre generella grupper; strong – som motsvarar en fibertjocklek på 23–25 µm, medium – som motsvarar en fibertjocklek på 20–23 µm, och fin (fine) – som motsvarar en fibertjocklek på mindre än 20 µm. Den fina merionullen delas sedan in ytterligare i s.k. superfine (15–18,5 µm) och ultra fine (11,5–15 µm) merinoull. Högklassig merinoull kan kallas för botany.
Den finfibriga merinoullen är mycket elastisk och kan spinnas ut till fintrådigt kamgarn. Den används till fina ylletyger, som till exempel till pullovrar och kavajer, samt för alla slags ädla trikåplagg. Merinoull används också i underställ och strumpor, främst för sina varma egenskaper och för att bakterier inte trivs så bra i ullen. Det gör att merinoullplagg inte börjar lukta illa lika snabbt som plagg i syntetiska material. Merinoull kliar dessutom mindre än vanlig ull.

## Djurvälfärdsfrågor
När det gäller merinofår har förekomsten av utförandet av så kallad mulesing på lamm uppmärksammats som ett djurvälfärdsproblem och från en del håll, till exempel djurrättsorganisationer, kritiserats som djurplågeri. Mulesing är ett ingrepp som innebär att en del av huden på lammets bakdel skärs bort, vilket lämnar ett öppet sår. Mulesing utförs för att förhindra angrepp från flugor som lägger ägg i fårens päls och orsakar den svåra parasitsjukdomen myiasis. Mulesing som metod utvecklades i Australien på 1930-talet, sedan flugangrepp på får omkring 1900-talets början blivit ett allvarligt problem, främst beroende på spyflugarten Lucilia cuprina, som vid den här tiden spridits till Australien från Sydafrika. Mulesing blev efterhand en allt vanligare metod som började användas på en stor del av merinolammen i de flugdrabbade områdena, speciellt sedan alternativa metoder med insektsmedel börjat förlora sin verkan, då resistens mot dessa spreds. Ingreppet utförs vanligen då merinolammen är mellan 4 och 12 veckor gamla, men det kan ske från 2 veckors ålder upp till 6 månaders ålder. Det finns inget krav på användande av smärtstillande medel i samband med ingreppet, och ofta görs det också utan bedövning, även om det också finns många farmare som använder någon form av detta.
Metoden har främst använts, och används fortfarande, i Australien, men mulesing har även förekommit på Nya Zeeland, om än i mindre omfattning, då problemen med flugangrepp på Nya Zeeland inte varit lika stora som i Australien. Djurrättsorganisationen People for the Ethical Treatment of Animals (PETA) började under 1990-talet uppmana köpare och konsumenter att bojkotta australiensk merinoull med motiveringen att de annars på grund av mulesingen stödde ett djurplågeri. 2004, efter mycket negativa uppmärksamhet för den australiska ullindustrin i media sade företrädare för denna att mulesing skulle fasas ut till 2010.
År 2008 sände Kalla fakta uppmärksammat reportage om hur merinofår utsätts för mulesing. Detta ledde till att flera klädföretag, speciellt i Europa, men också i USA och Kanada, bestämde sig för att sluta köpa och sälja ull från får som har utsatts för mulesing. Flera företag har börjat garantera  att deras ullprodukter är mulesingfria.
Utfasningen av mulesing i Australien till 2010 lyckades inte, men den australiska ullindustrins företrädare har uppgett att en utfasning av metoden fortfarande är ett mål, dock har inte någon ny tidsgräns för när utfasningen skall vara genomförd givits. Användandet av metoden har dock minskat, även om mulesingen ännu är långt ifrån avskaffad. Forskning om och prövning av alternativa metoder att bekämpa flugangreppen på pågår, stödd av den australiska regeringen. Nya Zeeland bestämde också att fasa ut mulesing som metod och är sedan några år närapå fritt från mulesing. 2016 kom ett förslag om att förbjuda mulesing enligt lag på Nya Zeeland.